# The Secret Saturdays
The Secret Saturdays (no Brasil: Os Sábados Secretos) é uma série de desenho animado estadunidense que foi produzida de 2008 a 2010 pelo Cartoon Network Studios, estúdio de produções do canal de televisão por assinatura Cartoon Network, em parceria com a empresa PorchLight Entertainment; exibida pelo Cartoon Network e criada pelo animador e cartunista canadense Jay Stephens.
Estreou nos Estados Unidos em 3 de outubro de 2008 e no Brasil em 13 de fevereiro de 2009.
Os Saturdays aparecem no episódio "T.G.I.S." de Ben 10: Omniverse, onde ocorre uma parceria com Ben Tennyson e Zak Sábado para deter o vilão Dr. Animal que traz de volta a vida o arqui-inimigo dos Saturdays, V.V. Argost. O episódio confirma que The Secret Saturdays e Ben 10 pertence ao mesmo universo, algo que já havia sido sugerido com referências a Ben 10 em episódios de The Secret Saturdays.

## Sinopse
A série conta a história de um garoto chamado Zak Sábado, seus pais Solomon "Doutor" Sábado e Drica Sábado, e seus animais de estimação exóticos Gogato, Komodo e Zon, que juntos formam uma família de criptozoólogos secretos chamados "Os Sábados Secretos". Juntos, eles têm o dever de proteger o mundo e a humanidade dos planos de seu arqui-inimigo V.V. Argost.

## Produção
A série é baseada em séries de desenho animado dos gêneros ação e aventura produzidas pela empresa Hanna-Barbera na década de 1960, tais como Jonny Quest e Os Herculóides, apresentando uma família de criptozoólogos como personagens principais que junto com seus animais de estimação exóticos vivem aventuras enfrentando um vilão que tenta dominar o mundo, características típicas das séries citadas.
Antes de sua estreia, o desenho passou por três nomes de produção até chegar ao seu título definitivo. Começou inicialmente a ser produzido sob o nome "Cryptids", um termo relacionado à criptozoologia. Um tempo depois foi renomeado para "The Secret Adventures of Zak Saturday" (em português: As Aventuras Secretas de Zak Sábado), sendo posteriormente alterado para The Secret Saturdays.

## Temporadas
| Temporada | Tempo de estreia        | Episódios | Primeiro episódio      | Último episódio |
| --------- | ----------------------- | --------- | ---------------------- | --------------- |
| 1         | 03/10/2008 - 31/07/2009 | 1-26      | The Kur Stone - Part 1 | Kur Rising      |
| 2         | 07/11/2009 - 30/01/2010 | 27-36     | Kur - Part 1           | The Cryptid War |